# Азорски антициклон
Азорският антициклон или Азорски максимум е област с многогодишно високо атмосферно налягане, заемаща субтропичната част на Атлантическия океан в Северното полукълбо. Азорският антициклон е най-известният център на високо атмосферно налягане, което е особено добре изразено главно през лятото. Неговият център е близо до 35-ия паралел, недалеч от Азорските острови. През зимата той се разпростира над западните части на Сахара, а през лятото – над Средиземно море и Южна Европа. Атмосферното налягане в неговия център през месец януари е малко над 1022 mbar, а през юли – малко над 1025 mbar (1000 mbar = 750 mm живачен стълб = 1,02 kg/sm²). Той е огнище на въздушни маси с морски тропичен въздух, взаимодействието на които с въздушните маси на полярния въздух по атлантическия полярен фронт обуславят интензивната циклонална дейност над океана, силно влияеща на времето и климата на Европа. Във вътрешните му части господства тихо, безоблачно и сухо време, а в по-малките географски ширини, по неговата екваториална периферия, духат северноатлантическите пасати. Аналог на Азорския антицклон в Тихия океан се явява Севернотихоокеанският (Хавайски) антициклон.